# Historia de las Islas Marshall

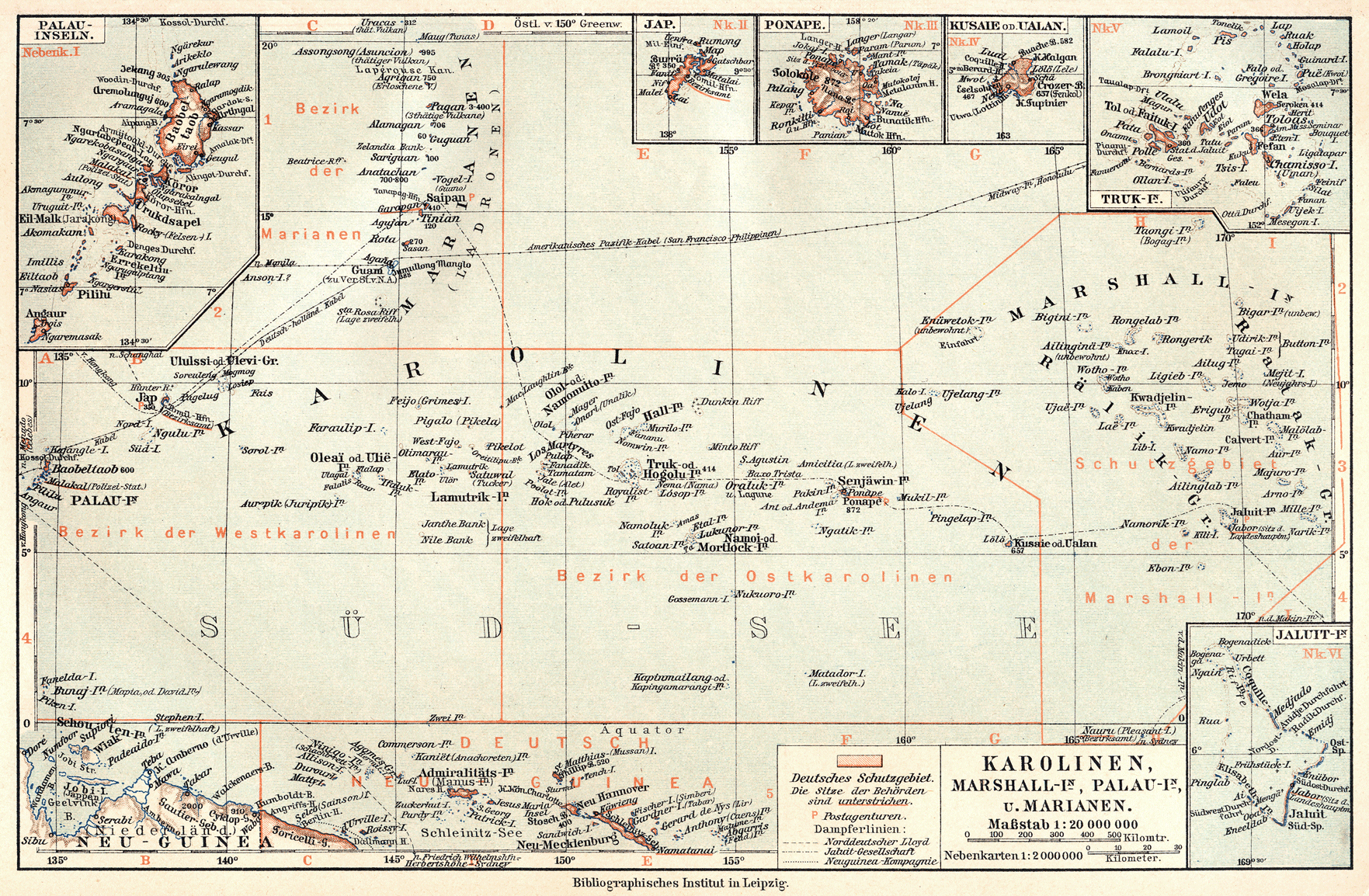
Islas Carolinas, Marshall, Marianas y Palaos en un mapa de 1905.

Poco se entiende sobre la prehistoria de las Islas Marshall. Los investigadores están de acuerdo en que poco más de sucesivas olas de pueblos migratorios del sudeste de Asia se esparcieron cruzando el Pacífico Occidental hace alrededor de 3000 años, y que algunos de ellos desembarcaron y permanecieron en estas islas. 
El explorador español Álvaro de Saavedra Cerón desembarcó ahí en 1528 y las conquistó. Recibieron los nombres de «Islas de los Pintados» —posiblemente por la apariencia de los indígenas—, «Las Hermanas» y «Los Jardines» por los españoles. Quedaron encuadradas en el Virreinato de Nueva España junto con las Filipinas. Tras la independencia de México (1821), pasaron a ser regidas desde la Capitanía General de Filipinas durante el siglo XIX junto con las Islas Carolinas, Palaos y Marianas.
España no desarrolló una ocupación y colonización formal de estas islas durante los siglos XVI-XIX, salvo por algunos efímeros intentos misionales católicos (documentados en 1668 y 1731). Estuvieron ignoradas por las potencias europeas salvo en tratados de demarcación entre España y Portugal en 1529, 1750 y 1777.
Fueron llamadas así por el explorador inglés John Marshall, quien las visitó en 1788. 
Las Islas Marshall fueron reclamadas formalmente por España en 1875.
Alemania estableció un protectorado en 1885 tras la mediación papal y estableció estaciones de comercio en las islas de Jaluit y Ebon para llevar a cabo el comercio floreciente de la copra (carne seca de coco). Los Iroij marshalleses Iroij (altos jefes) continuaron gobernando bajo administración alemana indirecta.
A comienzos de la Primera Guerra Mundial, Japón asumió el control de las islas Marshall. Sus cuarteles permanecían en el centro alemán de administración, Jaluit. El 31 de enero de 1944, tropas estadounidenses desembarcaron en el atolón de Kwajalein y tropas del ejército y marines tomaron el control de las islas de los japoneses el 3 de febrero, seguido de intensas luchas en los atolones de Kwajalein y Enewetak. En 1947, los Estados Unidos, como la potencia ocupante, entró a un acuerdo con el consejo de seguridad de la ONU para administrar Micronesia, incluidas las Islas Marshall, como el Territorio Fiduciario de las Islas del Pacífico. Desde 1946 hasta 1958 hubo 67 pruebas nucleares en varios atolones. Un importante radar fue construido en el atolón de Kwajalein.
El 1 de mayo de 1979, en reconocimiento al evolutivo status político de las islas Marshall, los Estados Unidos reconoció la constitución de las islas y el establecimiento del gobierno de la República de las Islas Marshall. La constitución incorpora conceptos estadounidenses y británicos.
La independencia completa de acuerdo con la legalidad internacional se dio el 22 de diciembre de 1990, cuando las Naciones Unidas oficialmente dieron por terminado el fideicomiso sobre el territorio.
Ha habido un número de elecciones locales y nacionales desde que fue fundada la República de las Islas Marshall, y en general, la democracia ha funcionado bien. El Partido Demócrata Unido, siguiendo una plataforma de reformas, ganó las elecciones parlamentarias de 1999, tomando el control de la presidencia y el gabinete.
Las islas firmaron un tratado de asociación con los Estados Unidos en 1986 y hasta 1999 los isleños recibieron US$180M por el uso del atolón de Kwajalein, US$250M en compensación por las pruebas nucleares, y $600m en otros pagos contemplados en el pacto.
A pesar de la constitución, el gobierno fue ampliamente controlado por los jefes tradicionales. No fue hasta 1999 seguida de acusaciones de corrupción que fue derrocado el gobierno aristócrata, con Imata Kabua reemplazado por el "plebeyo" Kessai Note.
- Datos: Q899049
- Multimedia: History of the Marshall Islands / Q899049